# ماونت اولیو، شهرستان اشلی، آرکانزاس
ماونت اولیو (به انگلیسی: Mount Olive) یک منطقهٔ مسکونی در ایالات متحده آمریکا است که در شهرستان اشلی، آرکانزاس واقع شده‌است. ماونت اولیو ۵۲٫۱۲ متر بالاتر از سطح دریا واقع شده‌است.